# Pekka Tuomisto (polityk)
Pekka Juhani Konstantin Tuomisto (ur. 23 kwietnia 1940 w Hämeenkyrö) – fiński polityk i prawnik, w latach 1992–1993 minister.

## Życiorys
Absolwent nauk politycznych (1966) i prawa (1970), kształcił się na Uniwersytecie Helsińskim. Pracował m.in. jako asystent na uniwersytecie i jako konsultant. Zaangażował się w działalność polityczną w ramach Partii Centrum. Pełnił funkcję podsekretarza stanu w ministerstwie finansów (1986–1987), dyrektora funduszu emerytalnego rolników Mela (1987–1991) i sekretarza stanu przy premierze (1991–1992).
Od 3 sierpnia 1992 do 1 sierpnia 1993 był ministrem handlu i przemysłu w rządzie, którym kierował Esko Aho. Równocześnie pełnił funkcję ministra w resorcie spraw zagranicznych. W latach 1993–2000 kierował fińskim zakładem ubezpieczeń społecznych Kela.